# Otto Peltzer
Pour les articles homonymes, voir Peltzer.
Otto Paul Eberhard Peltzer  (né le 8 mars 1900 à Drage, mort le 11 août 1970 à Eutin) est un athlète allemand, spécialiste du demi-fond. Il rejoint le parti nazi en 1933. Homosexuel, il est plusieurs fois condamné au titre du paragraphe 175 et n'est libéré du camp de Mauthausen qu'à la toute fin de la guerre.

## Carrière sportive
Le 3 juillet 1926, à Londres, Otto Peltzer établit un nouveau record du monde du 800 mètres en 1 min 51 s 6, améliorant de trois dixièmes de seconde la marque de l'Américain Ted Meredith, détenteur du record mondial de la discipline en 1912. Plus tard dans la saison, le 11 septembre 1926 à Berlin, l'Allemand bat le record mondial du 1 500 mètres en 3 min 51 s 0, effaçant des tablettes la performance du Finlandais Paavo Nurmi établi en 1924.
Vainqueur à multiples reprises des championnats d'Allemagne d'athlétisme, il s'impose notamment six fois sur 800 m et quatre fois sur 1 500 m. Blessé peu avant les Jeux olympiques de 1928, à Amsterdam, il est éliminé dès les séries des deux épreuves de demi-fond. Quatre ans plus tard, aux Jeux olympiques de Los Angeles, il s'incline de nouveau dès le premier tour du 800 m et du 1 500 m, et termine au pied du podium du relais 4 × 400 m avec ses coéquipiers de l'équipe d'Allemagne.

### Palmarès
- Championnats d'Allemagne d'athlétisme :
  - 400 m: vainqueur en 1926
  - 800 m: vainqueur en 1923, 1924, 1925, 1931, 1932 et 1934
  - 1 500 m: vainqueur en 1922, 1923, 1924 et 1925
  - 400 m haies: vainqueur en 1926 et 1927

### Records
| Épreuve | Performance  | Lieu | Date |
| ------- | ------------ | ---- | ---- |
| 400 m   | 48 s 8       |      | 1925 |
| 800 m   | 1 min 50 s 9 |      | 1926 |
| 1 500 m | 3 min 51 s 0 |      | 1926 |